# Пагвоський рух учених
Пагво́ський рух вче́них (англ. Pugwash Conferences on Science and World Affairs) - рух вчених, які виступають за мир, роззброєння та міжнародну безпеку, за запобігання світової термоядерної війни та наукову співпрацю. Пагвоський рух зародився 1955 року, коли 11 всесвітньо відомих учених, у тому числі Альберт Ейнштейн, Фредерік Жоліо-Кюрі, Бертран Рассел, Макс Борн, Персі Вільямс Бріджмен, Леопольд Інфельд, Лайнус Полінг, Джозеф Ротблат, виступили з маніфестом, в якому закликали зібрати конференцію проти використання ядерної енергії у військових цілях.
1987 року створено Міжнародний студентський і Молодіжний пагвоський рух.
Для поширення ідей учасників Пагвоського руху випускаються періодичні видання: «Proceedings of the Pugwash Conferences on Science and World Affairs» (щорічно з 1957), «Pugwash Newsletter» (щоквартально з 1963 ), «Pugwash Occasional Papers» (щоквартально з 2000), спеціальні монографії та доповіді. 

## Пагвоські конференції

### Перша конференція
Перша Пагвоська конференція пройшла 7—11 липня 1957 року за активної підтримки канадського громадського діяча й мільярдера Сайруса Ітона на його батьківщині в Пагвоші (Нова Шотландія, Канада). На конференції були присутні 22 вчених з 10 країн (7 з США, в тому числі Герман Джозеф Мюллер, Лео Силард, 3 з СРСР, 3 з Японії, в тому числі Сінітіро Томонага, Хідекі Юкава, 2 з Великої Британії, в тому числі Сесіл Френк Пауелл, 2 з Канади, по одному з Австралії (Марк Оліфант), Австрії, Китаю, Французької республіки та Польської Народної Республіки). В основному це були фізики-ядерники. З СРСР приїхали академік Олександр Топчієв, професор Олександр Кузін, академік Дмитро Скобєльцин, а також помічник головного вченого секретаря Президії АН СРСР Володимир Павличенко. Перша Пагвоська конференція була присвячена небезпеці використання ядерної зброї, і можливості контролю за її розповсюдженням. На конференції було утворено постійний комітет Пагвоського руху з місцеперебуванням у Лондоні.
З 1957 року Пагвоські конференції проводяться 1—2 рази на рік. За рішенням Ради організації з 2007 року Пагвоські конференції проводяться один раз на 18 місяців.
У проміжках між конференціями Пагвоським рухом організуються тематичні симпозіуми та семінари в різних країнах світу.

### Традиції конференцій
- Всі учасники конференції отримують персональне запрошення і не є представниками жодної країни чи організації.
- Дискусії проводяться за зачиненими дверима, тільки після закінчення зустрічі робиться коротка заява для преси[5].

### Список конференцій
| Номер    | Час проведення             | Місто            | Країна                                         | Примітки |
| -------- | -------------------------- | ---------------- | ---------------------------------------------- | -------- |
| 1-а      | Липень 1957                | Пагвош           | Канада                                         |          |
| 2-я      | травня 1958                | Лак-Бопор        | Канада                                         |          |
| Третього | вересня 1958               | Кіцбюель         | Австрія                                        |          |
| 4-а      | червень - липень 1959      | Баден-Баден      | ФРН                                            |          |
| 5-а      | серпень 1959               | Пагвош           | Канада                                         |          |
| 6-а      | грудень 1960               | Москва           | СРСР                                           |          |
| 7-а      | вересень 1961              | Стоу             | США                                            |          |
| 8-а      | вересень 1961              | Стоу             | США                                            |          |
| 9-а      | серпень 1962               | Кембридж         | Велика Британія                                |          |
| 10-а     | вересень 1962              | Лондон           | Велика Британія                                |          |
| 11-а     | вересень 1963              | Дубровник        | Соціалістична Федеративна Республіка Югославія |          |
| 12-та    | січень 1964                | Удайпур          | Індія                                          |          |
| 13-а     | вересень 1964              | Карлові Вари     | Чехословацька Соціалістична Республіка         |          |
| 14-а     | квітень 1965               | Венеція          | Італія                                         |          |
| 15-а     | грудень 1965 - січень 1966 | Аддис-Абеба      | Ефіопія                                        |          |
| 16-а     | вересень 1966              | Сопот            | Польська Народна Республіка                    |          |
| 17-та    | вересень 1967              | Роннебю          | Швеція                                         |          |
| 18-та    | вересень 1968              | Ніцца            | Франція                                        |          |
| 19-а     | жовтень 1969               | Сочі             | СРСР                                           |          |
| 20-та    | вересень 1970              | Фонтану          | США                                            |          |
| 21-а     | серпень - вересень 1971    | Синай            | Соціалістична Республіка Румунія               |          |
| 22-а     | вересень 1972              | Оксфорд          | Велика Британія                                |          |
| 23-я     | серпень - вересень 1973    | Ауланко          | Фінляндія                                      |          |
| 24-а     | серпень - вересень 1974    | Баден            | Австрія                                        |          |
| 25-а     | січень 1976                | Мадрас           | Індія                                          |          |
| 26-а     | серпень 1976               | Мюльхаузен       | НДР                                            |          |
| 27-а     | серпень 1977               | Мюнхен           | ФРН                                            |          |
| 28-а     | вересень 1978              | Варна            | Народна Республіка Болгарія                    |          |
| 29-а     | липень 1979                | Мехіко           | Мексика                                        |          |
| 30-а     | серпень 1980               | Брекелен         | Нідерланди                                     |          |
| 31-а     | серпень 1981               | Банфф            | Канада                                         |          |
| 32-а     | серпень 1982               | Варшава          | Польська Народна Республіка                    |          |
| 33-я     | серпень 1983               | Венеція          | Італія                                         |          |
| 34-та    | липень 1984                | Бйоркліден       | Швеція                                         |          |
| 35-а     | липень 1985                | Кампінас         | Бразилія                                       |          |
| 36-а     | вересень 1986              | Будапешт         | Угорська Народна Республіка                    |          |
| 37-а     | вересень 1987              | Гмунден          | Австрія                                        |          |
| 38-а     | серпень - вересень 1988    | Дагомис          | СРСР                                           |          |
| 39-а     | липень 1989                | Кембридж         | США                                            |          |
| 40-а     | вересень 1990              | Егем             | Велика Британія                                |          |
| 41-а     | вересень 1991              | Пекін            | Китай                                          |          |
| 42-я     | вересень 1992              | Берлін           | Німеччина                                      |          |
| 43-я     | червень 1993               | Хасслуден        | Швеція                                         |          |
| 44-я     | червень - липень 1994      | Колімбарі        | Греція                                         |          |
| 45-а     | липень 1995                | Хіросіма         | Японія                                         |          |
| 46-та    | вересень 1996              | Лахті            | Фінляндія                                      |          |
| 47-я     | серпень 1997               | Ліллехаммер      | Норвегія                                       |          |
| 48-а     | вересень - жовтень 1998    | Хуріка           | Мексика                                        |          |
| 49-а     | вересень 1999              | Рустенбург       | ПАР                                            |          |
| 50-та    | серпень 2000               | Кембридж         | Велика Британія                                |          |
| 51-а     | березень 2002              | Агра             | Індія                                          |          |
| 52-а     | серпень 2002               | Сан-Дієго        | США                                            |          |
| 53-я     | липень 2003                | Галіфакс, Пагвош | Канада                                         |          |
| 54-а     | жовтень 2004               | Сеул             | Республіка Корея                               |          |
| 55-та    | липень 2005                | Хіросіма         | Японія                                         |          |
| 56-а     | листопад 2006              | Каїр             | Єгипет                                         |          |
| 57-а     | жовтень 2007               | Барі             | Італія                                         |          |
| 58-а     | квітень 2009               | Гаага            | Нідерланди                                     |          |
| 59-а     | липень 2011                | Берлін           | Німеччина                                      |          |
| 60-та    | листопад 2013              | Стамбул          | Туреччина                                      |          |
| 61-а     | листопад 2015              | Нагасакі         | Японія                                         |          |

## Міжнародне визнання
1995 року Пагвоський рух став лауреатом Нобелівської премії миру «За великі досягнення, спрямовані на зниження ролі ядерної зброї у світовій політиці, і за багаторічні зусилля із заборони цього виду зброї».